# 日本プロジェクトソリューションズ
日本プロジェクトソリューションズ株式会社は2013年に設立された、プロジェクトマネジメントの専門会社である。

## 概要
PMO（プロジェクトマネジメントオフィス）支援事業、プロジェクトマネジメント教育研修事業、プロジェクトマネジメント資格取得支援事業の３つの事業を柱としている。その他、プロジェクトマネジメント実務のためのツール・教材開発、出版、労働者派遣事業なども行なっている。

## 沿革[2]
・ 2013年2月 - 日本プロジェクトソリューションズ株式会社設立。教育研修事業開始。
・ 2013年3月 - 実務支援（PMO）事業開始。
・ 2013年7月 - システム開発・販売事業開始。
・ 2013年11月 - 教育研修事業部にてEラーニング事業開始。
・ 2015年2月 - 大阪オフィス（大阪 Bダッシュ！センター）開所。実務支援（PMO）事業部にて通信販売事業開始。教育研修事業部にて教育研修特化型WEBサイト「JPSビジネスカレッジ」の運営開始。東京渋谷、大阪淀屋橋、大阪谷町の3拠点でJPSトレーニングセンターを開所。
・ 2015年5月 - お取引・サービス・セミナー提供企業数50社突破（BtoBサービスのみ）。
・ 2015年6月 - 第2実務支援（PMO）事業部創設。
・ 2015年8月 - 東京汐留オフィス（東京汐留 Bダッシュ！センター）開所。東京新橋にJPSトレーニングセンターを開所。特定労働者派遣事業開始。
・ 2015年9月 - 第1実務支援（PMO）事業部に「ペットビジネス支援グループ」を創設。ペット関連市場での実務支援開始。
・ 2015年11月 - 資本金1,000万円に増資。
・ 2016年2月 - 第1実務支援（PMO）事業部を第1実行支援（PMO）事業部に、第2実務支援（PMO）事業部を第2実行支援（PMO）事業部に部署名変更。
・ 2016年3月 - 教育研修事業拡大に伴う組織再編。教育研修実行部、オンサイトグループ、Eラーニンググループ、教育研修企画部、アーキテクトグループ、事務局グループを新設。企業研修部、Eラーニング部を廃止。
・ 2016年4月 - 米国PMI（プロジェクトマネジメント協会）から適切な条件を満たしたR.E.P.（登録教育機関）に承認される。
・ 2016年11月 - 「ITソリューション部」を創設。「第1実行支援（PMO）事業部」を「第1実行支援事業部」に、「第2実行支援（PMO）事業部」を「第2実行支援事業部」に名称変更。
・ 2017年2月 - 資本準備金を1,000万円にし、資本準備金を含む資本金を2,000万円とする。お取引・サービス・セミナー提供企業数100社以上（BtoBサービスのみ）。教育研修事業受講者2,000名以上を達成。
・ 2017年6月 - 「ナレッジ・FAQデータマネジメント支援サービス」リリース。製造業（精密機械加工）に特化したAIシステム会社を設立。株式34.04％を取得し関連会社化。
・ 2017年9月 - 医薬・医療グループ（ライフサイエンスグループ）創設。
・ 2018年3月 - プロジェクト実行支援事業（PMO）拡張のため、「東京三田オフィス」（東京都港区）開所。（汐留オフィス移転）
・ 2018年4月 - 資本金（資本準備金含む）を2,610万円に増資。
・ 2018年8月 - 労働者派遣事業開始。
・ 2019年2月 - プロジェクト実行支援事業拡大のため「第3実行支援事業部」を創設。
・ 2019年8月 - プロジェクト実行支援事業拡大のため第3実行支援事業部内に「ITソリューション第1部」と「ITソリューション第2部」を創設。
・ 2020年2月 - ペット（獣医療関連）プロジェクトビジネス「PETWORK」、「てとての通信販売」の業務終了。プロジェクト実行支援事業拡大のため第3実行支援事業部内に「ITソリューション第3部」を創設。
・ 2020年4月 - 英フィナンシャル・タイムズ紙：アジア・パシフィック地域 急成長企業ランキング「FT High-Growth Companies Asia-Pacific 2020」ベスト200社にランクイン。
・ 2020年8月 - 米国Project Management Institute(PMI) 認定トレーニング・パートナー（ATP）認定。
・ 2021年4月 - 英フィナンシャル・タイムズ紙、NIKKEI ASIA紙：アジア・パシフィック地域 急成長企業ランキング「FT High-Growth Companies Asia-Pacific 2021」ベスト200社にランクイン。「プロシアホールディングス株式会社（PROXIA HOLDINGS Inc.）」設立。企業戦略と事業戦略の高度化を目的とし、株式移転により日本プロジェクトソリューションズ株式会社を完全子会社化。
・ 2021年10月 - 事業拡大のため東京都中央区日本橋富沢町に本社移転。
・ 2022年4月 - 英フィナンシャル・タイムズ紙、NIKKEI ASIA紙：アジア・パシフィック地域 急成長企業ランキング「FT High-Growth Companies Asia-Pacific 2022」に3年連続ランクイン。日本経済新聞社「日本急成長企業2022」100社にランクイン。
・ 2023年1月 - プロジェクト管理・タスク管理ツール「Backlog」（株式会社ヌーラボ）オフィシャルパートナーとなり「Backlogソリューション」の提供を開始。
・ 2023年4月 - 「日本リスキリングコンソーシアム」（主幹事：グーグル合同会社、後援：総務省・経済産業省・デジタル庁他）に、リスキリングパートナーとして参画。
・ 2023年7月 - 健康保険組合連合会東京連合会より、健康優良企業として「銀の認定」の認定を受ける。
・ 2023年8月 - 「AIチャットボット構築・保守運用サービス」スタート。弊社のDXプロジェクトに対するソリューション提供実績や経験をもとにAI（人工知能）ソリューション提供を開始。
・ 2024年1月 - 代表取締役社長の伊藤大輔が天皇より紺綬褒章を贈られる。
・ 2024年3月 - 経済産業省・日本健康会議が共同で選定する「健康経営優良法人2024」に認定される。出版物海外展開。当社代表が監修した児童実用書「10歳からのプロジェクトマネジメント」（くもん出版）の台湾語翻訳版が台湾で販売開始。

## 主な業務[3]
- PMO支援事業
  - クライアント企業のニーズに合わせたPMOサービスを提供
  - プロジェクトの課題解決、目標達成を支援
- プロジェクトマネジメント教育研修事業
  - 3段階レベル別プロジェクトマネジメント研修 等
- プロジェクトマネジメント資格取得支援事業
- ツール・教材開発
- 出版
- プロジェクトマネジャー プロデュース／プロダクション

## 関連会社
•プロシアホールディングス株式会社

## 代表
伊藤大輔

## 受賞歴・認定等
•2020年 - 2022年：英フィナンシャル・タイムズ紙「アジア・パシフィック地域 急成長企業ランキング『FT High-Growth Companies Asia-Pacific』」ベスト200社に3年連続ランクイン
•2022年：日本経済新聞社「日本急成長企業2022」の100社にランクイン
•2024年：「健康経営優良法人2024」に認定
•紺綬褒章 受章
•健康保険組合連合会東京連合会「健康企業宣言」の証 銀の認定
•米国Project Management Institute (PMI) 認定トレーニング・パートナー (ATP) 認定
•労働者派遣事業許可 (派13-311124)